# Djokoiskandarus annulata
Djokoiskandarus annulata är en ormart som beskrevs av de Jong 1926. Djokoiskandarus annulata är ensam i släktet Djokoiskandarus och familjen Homalopsidae. IUCN kategoriserar arten globalt som otillräckligt studerad. Inga underarter finns listade.
Denna orm förekommer på Nya Guinea och på mindre öar i samma region. Arten lever i mangrove och i områden med Nypa fruticans.
Djokoiskandarus annulata är med en längd av 30 till 60 cm en liten orm. Den äter främst kräftdjur. Honor föder levande ungar (ovovivipari).